# Demba Savage
Demba Savage (ur. 17 czerwca 1988 w Bandżulu) – gambijski piłkarz występujący na pozycji pomocnika. Zawodnik klubu Turun Palloseura.

## Kariera klubowa
Savage karierę rozpoczynał w 2003 roku w zespole Gambia Ports Authority. W 2004 roku został królem strzelców GFA League First Division. W 2006 roku wyjechał do Finlandii, gdzie został graczem drugoligowego klubu KPV Kokkola. W tym samym roku dotarł z nim do finału Pucharu Finlandii. Zawodnikiem KPV był przez 2,5 sezonu.
W 2008 roku Savage odszedł do drużyny FC Honka z Veikkauliigi. W lidze tej zadebiutował 14 września 2008 roku w wygranym 2:0 pojedynku z HJK Helsinki. W 2008 roku oraz 2009 roku wywalczył z zespołem wicemistrzostwo Finlandii, a w 2010 i 2011 Puchar Ligi Fińskiej.
W lutym 2012 roku Savage podpisał kontrakt z zespołem HJK Helsinki, także grającym w Veiikausliidze. Pierwszy ligowy mecz zaliczył tam 15 kwietnia 2012 roku przeciwko IFK Mariehamn (3:1).
W 2016 Savage przeszedł do BK Häcken. 27 lutego 2017 r. trafił ponownie do HJK Helsinki. 31 stycznia 2018 został piłkarzem BB Erzurumspor. 21 lipca tego samego roku przeniósł się do FC Honka. 1 kwietnia 2022 roku, zmienił barwy zostając zawodnikiem fińskiego klubu Turun Palloseura.
W reprezentacji Gambii Savage zadebiutował w 2008 roku.